# Agrotis chretieni
Agrotis chretieni is een vlinder uit de familie uilen (Noctuidae). De wetenschappelijke naam is voor het eerst geldig gepubliceerd in 1903 door Dumont.
De soort komt voor in Europa.